# 马什库尔
马什库尔（法語：Mâchecourt，法語發音：[maʃkuʁ]）是法国上法蘭西大區埃纳省的一个市镇，属于拉昂区。

## 地理
马什库尔（49°39'15"N, 3°50'27"E）面积10.08 平方千米，位于法国上法蘭西大區埃纳省，该省份为法国北部内陆省份，北起北部省，西接索姆省和瓦兹省，东临阿登省和马恩省，西南至塞纳-马恩省，东北部与比利时接壤。
与马什库尔接壤的市镇（或旧市镇、城区）包括：比西莱皮埃尔蓬、希夫尔昂洛努瓦、屈里约、古德朗库尔-莱皮埃尔蓬、列斯圣母村、皮埃尔蓬、韦勒和科蒙。

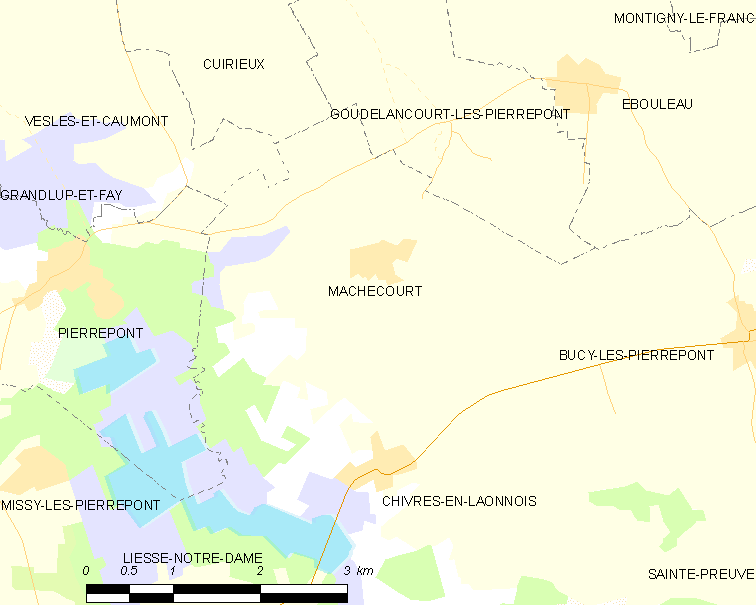
马什库尔的OSM定位图

马什库尔的时区为UTC+01:00、UTC+02:00（夏令时）。

## 行政
马什库尔的邮政编码为02350，INSEE市镇编码为02448。

## 政治
马什库尔所属的省级选区为埃纳河畔新城县。

## 人口

1962-2008年间马什库尔人口变化图示

马什库尔于2022年1月1日时的人口数量为109人。